# Анже на Соми
Анже на Соми (фр. Hangest-sur-Somme) насеље је и општина у североисточној Француској у региону Пикардија, у департману Сома која припада префектури Амјен.
По подацима из 2011. године у општини је живело 704 становника, а густина насељености је износила 56,5 становника/km². Општина се простире на површини од 12,46 km². Налази се на средњој надморској висини од 14 метара (максималној 108 m, а минималној 6 m).

## Демографија
| 1962. | 1968. | 1975. | 1982. | 1990. | 1999. | 2011. |
| ----- | ----- | ----- | ----- | ----- | ----- | ----- |
| 635   | 661   | 646   | 657   | 648   | 695   | 704   |

График промене броја становника у току последњих година